# Fronteira Guiné–Libéria
A fronteira entre Guiné e Libéria é a linha que limita os territórios da Guiné e da Libéria.
De oeste para leste, a fronteira começa na tríplice fronteira de ambos os países com a Serra Leoa e termina na tríplice fronteira de ambos os países com a Costa do Marfim (monte Richard-Molard).
Dada a vulnerabilidade da fronteira a grupos armados rebeldes e os conflitos e escaramuças ocorridos desde o final do século XX há numerosos refugiados de ambos os lados, a fronteira é considerada perigosa, e pelo menos os cidadãos norte-americanos são aconselhados a tomar todas as precauções quando viajam em qualquer dos dois países.